# Лушка (фільм)
«Лушка» — радянський художній фільм 1964 року, знятий на Кіностудії ім. О. Довженка.

## Сюжет
Таксистка Лушка закохалася і заради любові готова змінити своє життя, тільки б бути поруч з коханим. Але виявилося, що її обранець — злочинець. Однак, дівчина не поспішає здаватися і зневірятися. Тепер вона розуміє, що заради любові вона повинна змінити іншу людину і вона це зробить.

## У ролях
- Віра Майорова-Земська — Лушка Кукушкіна, шофер таксі
- Михайло Державін — Кирило
- Федір Чеханков — Федір
- Ніна Дорошина — Лялька
- Микола Талюра — Чумак
- Неоніла Гнеповська — суддя
- Борис Харитонов — епізод
- Станіслав Хитров — Крутиков
- Раїса Дорошенко — епізод
- Юрій Мажуга — Бичок
- Микола Яковченко — епізод
- Ада Волошина — епізод
- Марія Капніст — модистка
- Віктор Степаненко — епізод
- Анатолій Іванов — епізод
- Микола Гарін — епізод

## Знімальна група
- Сценарист: Лідія Вакуловська
- Режисери-постановники: Леопольд Бескодарний, Ігор Самборський
- Оператор-постановник: Олексій Прокопенко
- Композитор: Андрій Ешпай
- Художник-постановник: Михайло Юферов
- Звукооператор: Аріадна Федоренко
- Художник по гриму: Ніна Тихонова
- Директор картини: Михайло Ротлейдер